# Annie Ferrey-Martin
Pour les articles homonymes, voir Martin.
Annie Ferrey-Martin, née Annie Kohn le 12 octobre 1936 à Paris et décédée le 23 août 1980 à Saint-Didier-de-la-Tour en Isère,, est un médecin et militante féministe française.

## Biographie

### Jeunesse et études
Annie Kohn nait le 12 octobre 1936 à Paris de parents médecins. Durant l'Occupation allemande, elle séjourne temporairement en Suisse, après que son père ait été interné au camp de Drancy, d'où il parvient à sortir. Après la guerre sa famille prend le nom de Ferrey. 
Au terme de ses études de médecine, elle devient médecin anesthésiste. Elle travaille quelque temps dans un hôpital d'Alger, puis se marie et a deux enfants. En 1966, elle est nommée anesthésiste au CHU de Grenoble. Après une séparation, elle se remarie en 1971.

### Profession et militantisme
Au CHU de Grenoble, elle est en contact avec les étudiants et anime des groupes où on parle de contraception. Proche de Gisèle Halimi, elle initie l'antenne grenobloise du mouvement Choisir. Au décours d'une conférence de Simone de Beauvoir qui rassemble de nombreuses personnes, le groupe initial décide de pratiquer des interruptions volontaires de grossesse (IVG) pour faire face aux situations sociales les plus difficiles et les plus urgentes. Annie Ferrey-Martin se rend à Londres en 1972 avec quelques étudiants en médecine pour se former à la méthode de Karman et ramener le matériel nécessaire. Elle fait partie des signataires du manifeste des 331 médecins déclarant avoir pratiqué des avortements publié en février 1973 dans Le Nouvel Observateur.
L'antenne grenobloise de Choisir est située à proximité immédiate de celle du Planning Familial dirigée par le Dr Jacques Manant. Lorsqu'une consultation fait apparaitre une demande d'avortement, la femme est orientée soit vers l'Angleterre, soit vers Choisir si les délais ou ses ressources le justifient,. Les avortements ont lieu dans un appartement de la Galerie de l'Arlequin à La Villeneuve.
Cette organisation bien que non officialisée se met en place sans que les autorités interviennent,.

### Inculpation pour avortement
Le 8 mai 1973 au matin des gendarmes de la brigade d'Eybens, commune proche de Grenoble, perquisitionnent au domicile du Dr Ferrey-Martin, de l'appartement de la galerie de l'Arlequin et des locaux du Planning familial. Elle est rapidement soutenue et défendue par Gisèle Halimi. Le 11 mai, une manifestation a lieu à Grenoble, soutenue par plusieurs partis politiques et syndicats, menée par Gisèle Halimi. Au journal télévisé de 20 h, Gisèle Halimi soutient Annie Ferrey-Martin revendique la pratique de l'avortement par plusieurs centres de Choisir et relance la demande de libéralisation de l'avortement. Dans la même séquence le député Lucien Neuwirth (UDR) demande au gouvernement de proposer une réforme de la législation sur l'avortement, quelques mois après le procès de Bobigny. Il est approuvé par le maire de Grenoble Hubert Dubedout (député apparenté Parti socialiste).
L'affaire a commencé par la plainte d'un père de famille dont la fille de 17 ans a été séduite par un homme de 43 ans. Enquêtant pour détournement de mineure, les gendarmes de sa commune apprennent par la mère de la jeune fille qu'il y a eu ensuite un avortement. La presse estime que les autorités judiciaires et policières de Grenoble étaient informées de la pratique des avortements par Choisir, avaient décidé de s'abstenir mais que la brigade de gendarmerie d'Eybens aurait pris une initiative intempestive bien que légale.
L'instruction est délocalisée à Saint-Étienne avec une information judiciaire pour avortements contre Annie Ferrey-Martin, toujours défendue par maître Gisèle Halimi. En 1976, un non-lieu est prononcé, entre-temps la loi Veil a été votée.

### Suite de carrière
Annie Ferrey-Martin se réoriente ensuite vers la psychiatrie, avec un mémoire de CES sur le vécu de la maternité. Elle exerce ensuite à La Tour-du-Pin en établissement psychiatrique.
En 1978, elle intervient comme témoin lors d'un procès, en soutien de syndicalistes d'une usine de lingerie, pour mettre en évidence la souffrance au travail des ouvrières